# 蒙塔
蒙塔（義大利語：Montà），是意大利库内奥省的一个市镇。总面积26平方公里，人口4641人，人口密度178.5人/平方公里（2009年）。ISTAT代码为004133。